# Roberto Acosta
Roberto Carlos Acosta (n. Limpio, Paraguay, 12 de julio de 1984) es un futbolista paraguayo. Juega de arquero y actualmente milita en el Guabirá de la Primera División de Bolivia.

## Clubes
| Club           | País     | Año           |
| -------------- | -------- | ------------- |
| Libertad       | Paraguay | 2005 - 2007   |
| Tacuary        | Paraguay | 2008-2011     |
| Sol de América | Paraguay | 2012-2015     |
| Guabirá        | Bolivia  | 2016-presente |

## Palmarés
| Título                       | Club     | País     | Año  |
| ---------------------------- | -------- | -------- | ---- |
| Primera División de Paraguay | Libertad | Paraguay | 2007 |
| Segunda División de Bolivia  | Guabirá  | Bolivia  | 2016 |